# الجدی
ال جدی یک منطقهٔ مسکونی در عربستان سعودی است که در استان جازان واقع شده‌است.